# Georgische Orthodoxe Kirche

Wappen der Georgischen Orthodoxen Kirche

Die Georgische Orthodoxe Kirche (auch Orthodoxe Kirche Georgiens; georgisch ქართული მართლმადიდებელი და სამოციქულო ეკლესია, Kartuli Martlmadidebeli da Samozikulo Eklesia, d. h. „Orthodoxe und Apostolische Kirche von Georgien“ georgisch საქართველოს სამოციქულო ავტოკეფალური მართლმადიდებელი ეკლესია, Sakartwelos samozikulo avtokefaluri martlmadidebeli eklesia) ist die autokephale orthodoxe Kirche Georgiens. Ungefähr 83 % der Georgier gehören ihr an. Patriarch der Georgisch Orthodoxen Kirche ist Ilia II. (Stand 2024). In der Geschichte spielte sie eine wichtige Rolle bei der Bildung der georgischen Nation.

## Geschichte
Archäologische Forschungen legen nahe, dass es bereits im 1. bis 3. Jahrhundert christliche Gemeinschaften in Georgien gab. Irenäus von Lyon erwähnte im 2. Jahrhundert christliche Gruppen im südlichen Kaukasus. Nach traditioneller Auffassung der orthodoxen Kirche Georgiens sind sie auf die Missionstätigkeit der Apostel Andreas, Simon Zelotes und Matthias in Kolchis (West-Georgien) und Iberia (Ost-Georgien) zurückzuführen. Tatsächlich nahm bereits 325 der im westlichen Georgien tätige Bischof Stratophilos von Pityounta (heute Pizunda, Abchasien/Georgien) am Ersten Konzil von Nicäa teil.
Gefördert durch das Wirken einer anonymen Christin, später Nino genannt, wurde Mitte des 4. Jahrhunderts das Christentum zur Staatsreligion des ost-georgischen Königreichs Kartli (= Iberien) erklärt. König Mirian III. nahm Kontakt mit Konstantinopel auf und lud christliche Priester ein, ins Land zu kommen. Erster Bischof Iberias soll ein Johannes (335–363) gewesen sein. Der byzantinische Historiker Prokopios von Caesarea stellte im 6. Jahrhundert fest, die Iberier seien „Christen und sie befolgen die Glaubensregeln viel besser als alle, die wir kennen.“

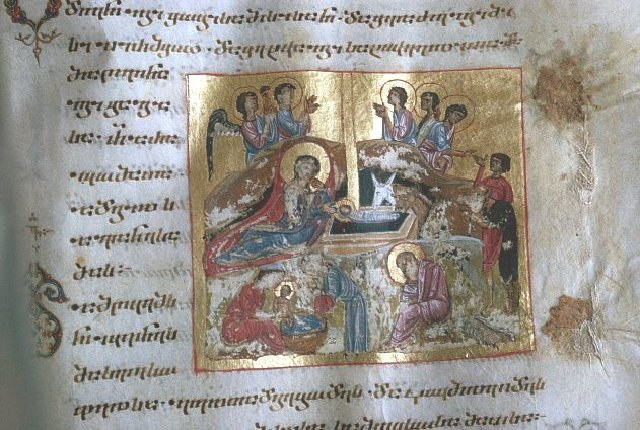
Darstellung der Geburt Christi in einer georgischen Evangelien-Handschrift, 12. Jahrhundert

Seit dem 4. Jahrhundert unterstand die Kirche von Iberia dem Patriarchat von Antiochien. In den folgenden Jahrhunderten erlangte die iberische Kirche das Recht der Selbstregierung, die Autokephalie. Der Bischof von Iberiens Hauptstadt Mzcheta nahm den Titel eines Katholikos an. Zu Beginn des 11. Jahrhunderts, als Georgien sich staatlich vereinigte, wurde der Titel eines Patriarchen hinzugefügt. Das georgische Kirchenoberhaupt nennt sich heute „Erzbischof von Mzcheta und Tbilisi, Katholikos-Patriarch von Ganz Georgien“.
Während der jahrhundertelangen Besetzung Georgiens durch Perser, Araber, türkische Seldschuken, Choresmier und Mongolen im Mittelalter entwickelten sich der christliche Glaube und die orthodoxe Kirche im Volk zum Symbol der einheitlichen georgischen Nation. Der Kampf für die Unabhängigkeit des eigenen Landes wurde identisch mit der Verteidigung der Orthodoxie. Im Jahr 1226 ließ der choresmische Schah Dschalal ad-Din Mengübirti in Tiflis angeblich 100.000 Georgier enthaupten, weil sie sich geweigert hatten, ihre Ikonen mit Füßen zu treten und zu bespucken.

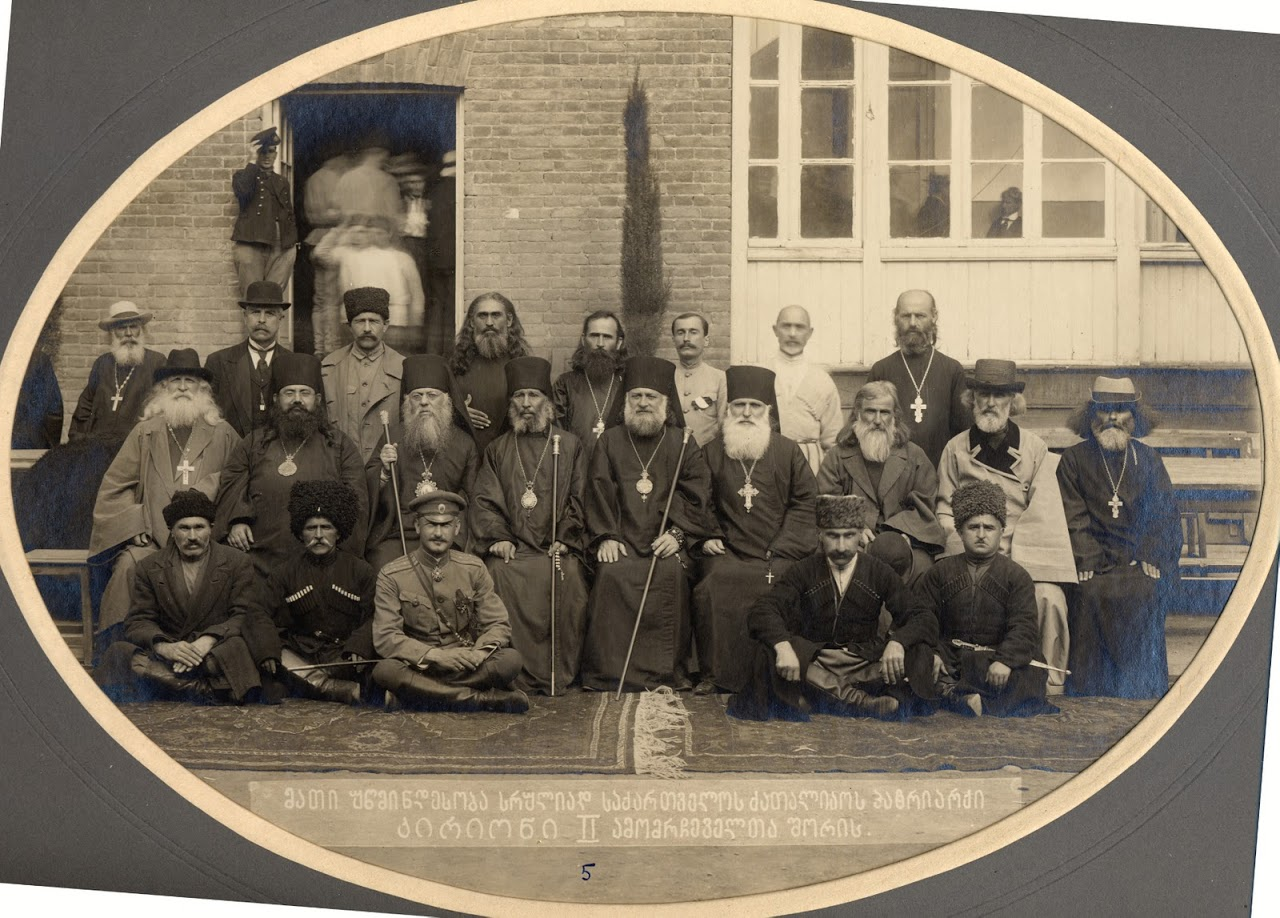
Erstes Konzil der wiederbegründeten Georgischen Orthodoxen Kirche 1917

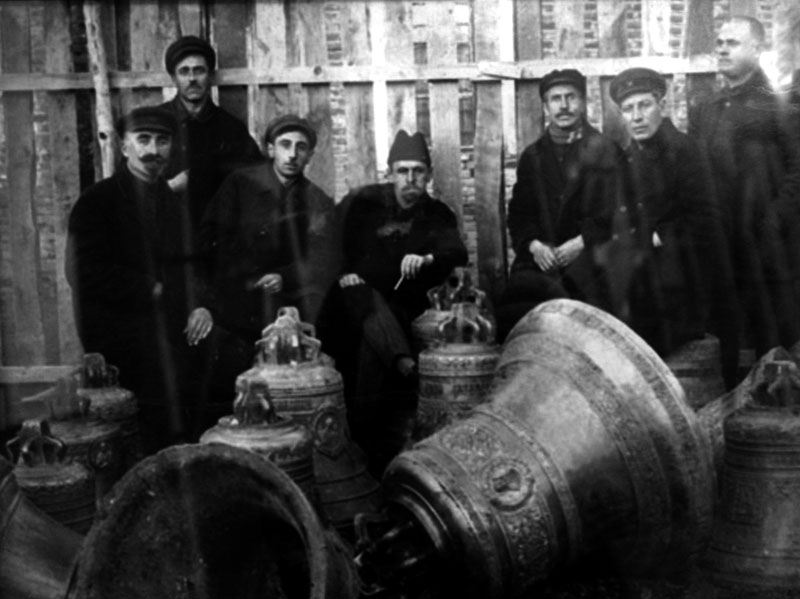
Kommunistische Aktivisten mit geplünderten Kirchenglocken in Tiflis

Im Jahre 1811 schaffte die russische Regierung Autokephalie und Patriarchat der georgischen Kirche ab. Sie wurde dem Heiligen Synod der Russischen Orthodoxen Kirche unterstellt, die Anzahl der Diözesen stark verkleinert und anstelle des Katholikos-Patriarchen ein aus Russland stammender Exarch von Georgien eingesetzt. Der wachsenden Russifizierung widersetzte sich besonders Michail Sabinin, der in den 1870er und 1880er Jahren die Geschichte der georgischen Kirche und die Biografien ihrer Heiligen mit nationalem Akzent darstellte. Mit Wirkung vom 12.jul./25.greg. März 1917 erklärte sich die georgische Kirche wieder für unabhängig und brach mit der russischen Kirche. Am 17. (28.) September 1917 wurde erneut ein Katholikos-Patriarch von Ganz Georgien gewählt: Kyrion II. († 1918). Die wiederhergestellte Autokephalie der Georgischen Orthodoxen Kirche blieb jedoch innerhalb der Orthodoxie noch über Jahrzehnte umstritten; erst 1943 erkannte das Moskauer Patriarchat die Unabhängigkeit der georgischen Kirche an. Das Ökumenische Patriarchat bestätigte die Autokephalie 1989 rückwirkend.
Nach dem Einmarsch der Bolschewiki und der Besetzung Georgiens 1921 durch die Rote Armee wurden unverzüglich Geistliche attackiert, Kirchen geplündert und enteignet. Die georgische Kirche wurde zu einer Wortführerin des Widerstands in Transkaukasien. Im Februar 1922 protestierte sie in einem Memorandum an die internationale Konferenz in Genua gegen die Unterdrückung und verlangte den Abzug der sowjetischen Truppen. Das Kirchenoberhaupt, Ambrosius I., wurde 1923 verhaftet, der Konspiration mit dem Westen angeklagt und in einem Schauprozess zu einer mehrjährigen Haftstrafe verurteilt, an deren Folgen er 1927 starb. 1921 zählte die georgische Kirche 1591 Priester, 1935 noch 391, 1977 nur noch etwa 50. Im Deutsch-Sowjetischen Krieg wurden religiöse Aktivitäten schrittweise legalisiert. So wurden Ende 1941 öffentliche Gottesdienste wieder erlaubt.

## Gegenwart

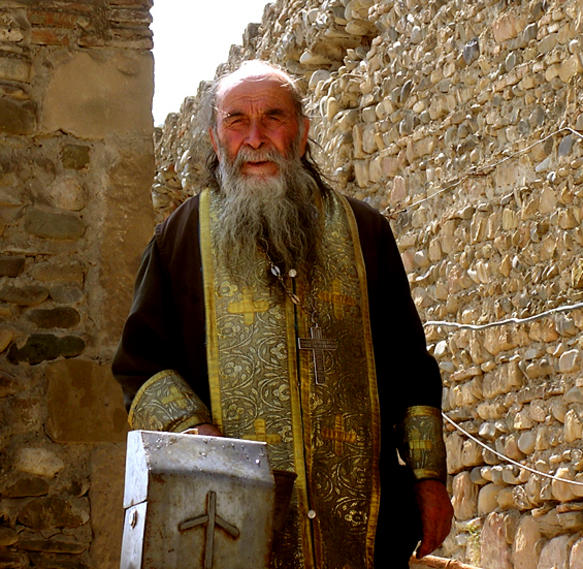
Georgischer Priester mit priesterlicher Stola (Epitrachelion)

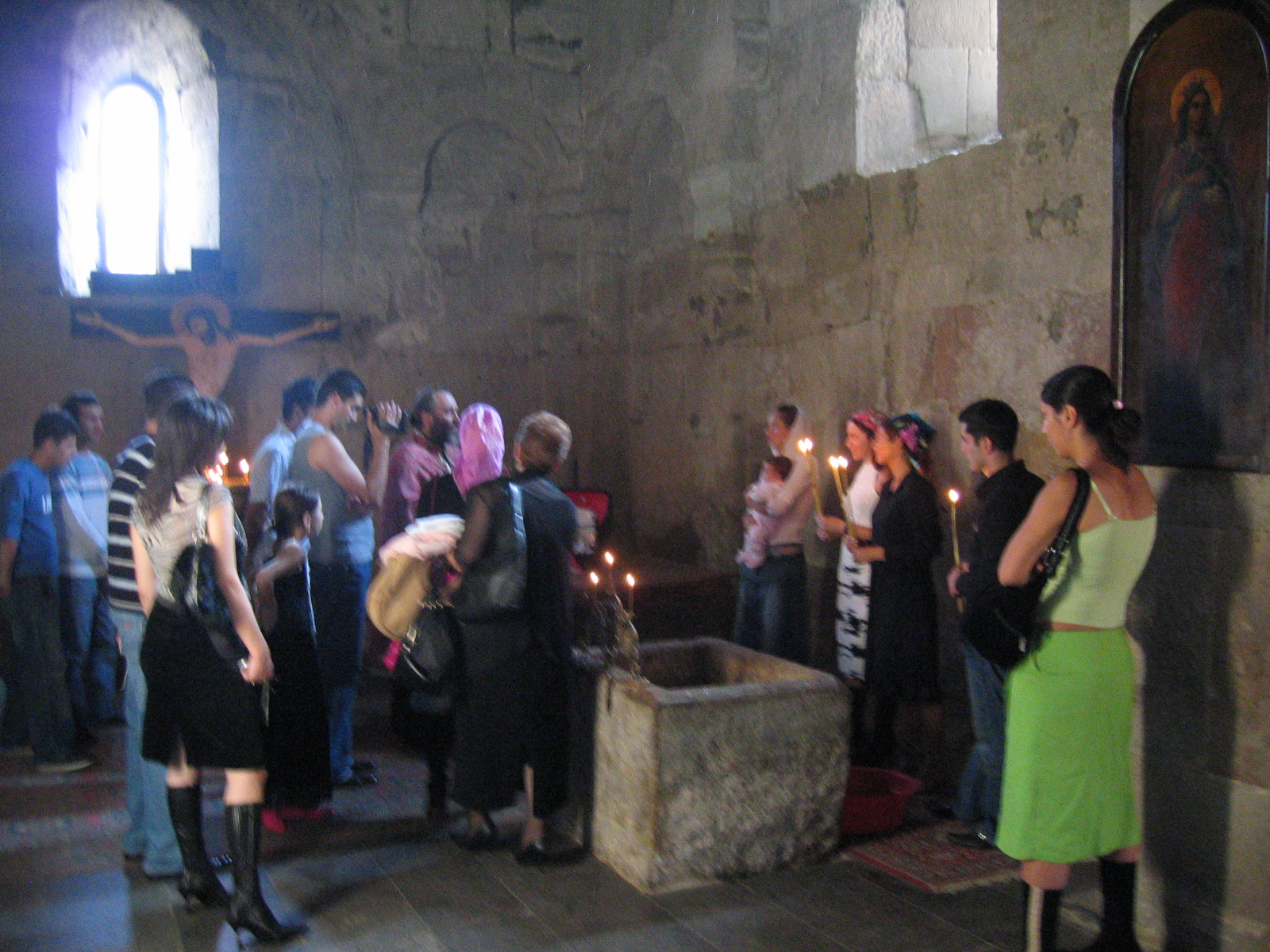
Georgisch-orthodoxe Taufe

Die orthodoxe Kirche genießt in Georgien Verfassungsrang und Steuerfreiheit, erhält auch staatliche Zuschüsse. Katholikos-Patriarch ist der Erzbischof von Mzcheta-Tiflis, gegenwärtig Ilia II. Sein Bischofssitz ist die Sameba-Kathedrale in Tiflis. Am Unabhängigkeitstag steht der Patriarch mit der Regierung auf dem Podium und segnet das Parlament zu Beginn der Legislaturperiode. Die Georgische Orthodoxe Kirche besitzt gegenwärtig rund 35 Bistümer, um 700 aktive Kirchen und Klöster sowie etwa 1700 Priester.
Die Kirche Georgiens hält am julianischen Kalender fest. Die sieben wichtigsten georgisch-orthodoxen Feste sind zugleich gesetzliche Feiertage. Dazu zählen (hier datiert nach dem gregorianischen Kalender) das Weihnachtsfest (7. Januar), das Fest der Erscheinung des Herrn (19. Januar), Ostern (beweglich), der Gedenktag des Apostels Andreas (12. Mai), das Fest der Entschlafung der Gottesmutter (28. August), das georgisch-orthodoxe Fest Mzchetoba (14. Oktober) und der Gedenktag des heiligen Georg (23. November).
Seit April 1994 ist der georgisch-orthodoxen Kirche die soziale Hilfsorganisation Lazarus angeschlossen. Sie unterhält Suppenküchen, bietet Unterkünfte für Straßenkinder und verteilt Lebensmittel sowie Kleiderspenden an Bedürftige. Lazarus kooperiert mit der Caritas und World Vision.
Führende Teile der Georgisch-Orthodoxen Kirche lehnen Homosexualität ab. Im Sommer 2021 kam es zu schweren Ausschreitungen im Zentrum von Tiflis als rechtskonservative Georgier gegen den „Marsch der Würde“ für Toleranz und Offenheit protestierten. Unter den Demonstranten waren auch Priester der Orthodoxen Kirche Georgiens. Schon in den Jahren davor hatten radikale Vertreter der Orthodoxen Kirche ultrakonservative, nationalistische und rechtsextreme Gruppierungen in ihrer Ablehnung von Homosexualität bestärkt. Zwar rief Patriarch Ilia II. 2021 zu friedlichem Protest und Gebeten auf, er sprach aber auch von einem „pervertiertem Lebensstil“ und von „LGBTQ+-Propaganda-Aktivitäten“.

## Eparchien

Die Diözesen (Eparchien) der Georgischen Orthodoxen Kirche

Die orthodoxe Kirche Georgiens umfasst folgende Eparchien:
- In Georgien: Tbilisi und Mzcheta; Agarak-Tsalka; Rustavi; Marneuli und Hudžav; Kutaisi und Gaenati; Manglisi und Tetritskaroj; Martkofi und Gardabani; Tkibuli, Teržola (Taschodidi); Mrovi und Urbnisi; Suram und Chaŝura; Sačkhere Čiatura; Alaverdi; Nekresi; Margveti und Ubisa; Pšav-Chevsureti und Tianeti (Tušeti); Dedoplistskaro und Hereti; Tsilkani, Dušeti; Šemokmedi; Nikosi und Tskhinvali; Bordžomi und Bakuriani; Poti und Khobi; Akhalkalaki und Kumurdo; Akhaltsikhe und Taoklardžeti, Lazeti; Khoni und Samtredi; Vani und Bağdati; Batumi, Lazeti; Zugdidi und Tsaiši; Bodbe; Adiš; Gori und Ateni; Samtavisi und Kaspi; Čkondidi; Stepansminda und Khevi; Tsageri und Lentechi; Mestia und Svaneti; Gurdžani und Velistsiche; Sagaredžo und Ninotsminda; Dmanisi, Agarak-Tashira; Senaki und Tškhorotskhu; Skhalta; Bolnisi; Tsurtaveli; Nikortsminda.
- Im Ausland: Westeuropa (Villeneuve, Frankreich); Benelux; Deutschland; Amerika; Großbritannien (betreut durch Damanisi); Australien (betreut durch Senaki); Schweden (betreut durch Tsurtaveli).

## Weinrebenkreuz
- Das Weinrebenkreuz oder Kreuz der Heiligen Nino mit herabhängenden Querarmen ist Reliquie und Hauptsymbol der georgischen orthodoxen Kirche.

## Patriarchen
- siehe Liste der Patriarchen der Georgischen Orthodoxen Apostelkirche